# هوامير الصحراء (مسلسل)
 هوامير الصحراء  مسلسل سعودي من إنتاج عام 2009.

## قصة المسلسل
العمل يتحدث عن سطوة المال وسلطة رجال الأعمال على بعض مجريات الأمور في مجتمعاتهم الواسعة والضيقة، واختلاف الأحداث وتأثيرها على بعض أفراد المجتمع، وكأن هذا العمل يسلط الضوء على التفاوتات الاجتماعية السلبية والقليل من الإيجابية. يتحدث عن بعض رجال الأعمال الذين يصفهم المسلسل بالحيتان. المذيعة السعودية عنود بدور آخر زوجات الشيخ (الرابعة)، وكنت ممرضة في المستشفى وحين تعرض لوعكة صحية تعرف عليّ وكونه يحب الحريم أحبني وتزوجته، وليلة العرس يأخذ حبة فياغرا وتحصل له جلطة وأهله «ميساء مغربي وأولاده» يريدون أن يتخلصوا مني وأتطلق كوني آخر واحدة من زوجاته، وأنا أرفض أن أتطلق، ليكون دوري أوسع وفاعل في الجزء الثالث. الممثل سلطان وهو دور رجل الدين أو المأذون في مسلسل الهوامير، عن دوره قال: «طالما أن هذه الشخصية التي أمثلها موجودة في المجتمع وهي واقع حقيقي يمكن البحث فيها، ولكن هناك لغط عند الناس يخلطون ما بين الدين ورجال الدين، الدين من الأصول لا أحد يسمح بالمس به، أما رجل الدين فهو كأي شخص عادي قابل للنقد والخطأ، وأنا كممثل أنتقده. منيف أبو سلطان دوري في الجزء الثاني مع الهامور الذي هو الأستاذ محمد بخش في دور «أبو وائل» وأكون سكرتيره الخاص وكاتم الأسرار، أي أنني أملك كل أسراره ولا أحد يريد كشف الأسرار إلا الشيخ أبو عبد اللطيف، وهذا الدور فيه أحداث كثيرة تتمحور حول أبو وائل ولا أحد يقدر عليه إلا من يعرف ما يفعل أي أنا، ويحاول أبو عبد اللطيف أن يشتري المعلومات التي عندي ويحاول شرائي ويطمعني لأكون هامورا، ولكن الشفرة لن تحل في الجزء الثاني بل ستتابع في الجزء الثالث، لأن هناك مفاجآت كثيرة موجودة».